# チキチキドリーム
CRチキチキドリームRは、1995年にソフィアが開発し、西陣が発売したひよこを主人公としたCR機デジパチ。

## 特徴
- 表示器にCRTカラーモニターを使用している。リーチ演出にアニメーション演出を用い、図柄の動きよりむしろ画面内のひよこが各アクションで活躍することで大当たりが近づく趣向になっている。
- 盤面液晶外枠、およびアタッカー内に『PIYO PIYO』と書かれている。
- ソフィア（西陣）の最高傑作と誉れ高きパチンコ台。パチンコの歴史上でも類をみない傑作機。

## スペック
- 『CRチキチキドリームR』
  - 大当たり確率 設定1 1/298 設定2 1/329 設定3 1/353
  - 確率変動割合 4/15（以後2回確率変動継続）
  - 確率変動図柄 「1、3、5、7」
  - リミッターなし
  - 賞球数 5&10&15 大当たり16R10C

## 演出
リーチの瞬間、ひよこが左・真中・右のいずれかの土管に移動する。
いずれの場合も「ロングバージョン」があり、期待がアップする。
- 左「海底リーチ」亀が宝箱を押してくれると期待大。
- 真中「あみだくじリーチ」ひよこがあみだで宝箱にたどりつけば大当たり。宝箱が2つ現れると期待大。
- 右「競争リーチ」 スケボー登場で期待大。
- 大当り中は世界各地を旅行するストーリーとなっている。

## 関連商品
- 『西陣パチンコ物語2』（1996年6月28日、ケイエスエス、スーパーファミコン用ゲームソフト）